# Fokker F.VII
De Fokker F.VII is een hoogdekker-passagiersvliegtuig gebouwd door de Nederlandse vliegtuigbouwer Fokker en zijn Amerikaanse dochteronderneming Atlantic Aircraft Corporation. De eerste vlucht vond plaats op 11 april 1924. De F.VII is door verschillende vliegtuigbouwers in licentie geproduceerd.

## Ontwerp en ontwikkeling
Het eerste ontwerp van de F.VII kwam van de hand van Walter Rethel en was een verdere ontwikkeling op de eenmotorige Fokker F.V. Anthony Fokker verbeterde het ontwerp door het toestel van twee extra motoren te voorzien. Dit was tevens de configuratie waarin het meedeed aan de Ford Reliability Tour in 1925, die het won. Gevolg was dat alle modellen van de F.VII vanaf dat moment drie motoren kregen, waardoor het vliegtuig bekend werd onder de naam Fokker Trimotor.

## Operationele geschiedenis

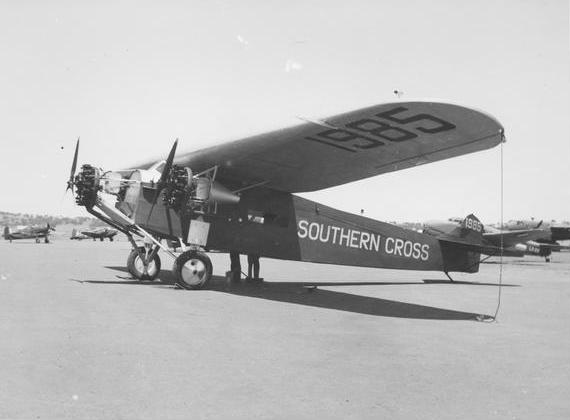
De Fokker F.VIIb/3m Southern Cross in 1943. Het eerste vliegtuig dat de oversteek over de Grote Oceaan maakte van de Verenigde Staten naar Australië.

De Fokker die plaats bood aan acht tot twaalf passagiers was de keus van menig luchtvaartmaatschappij, zowel in Noord-Amerika als in Europa. Samen met de vergelijkbare Ford Trimotor domineerde de F.VII de Amerikaanse markt in de late jaren ’20. De populariteit van de F.VII verdween echter snel na de dood van de Notre Dame Football coach Knute Rockne in een vliegtuigongeluk van TWA-vlucht 599 in een Fokker F.10 in 1931. Het daaropvolgende onderzoek, dat problemen blootlegde met Fokkers Multiplex-laminaat constructie, resulteerde in een tijdelijk vliegverbod van dit vliegtuig voor commerciële vluchten, strengere onderhoudseisen en de opkomst van geheel metalen vliegtuigen zoals de Boeing 247 en de Douglas DC-2.

### De eerste vlucht naar Nederlands-Indië

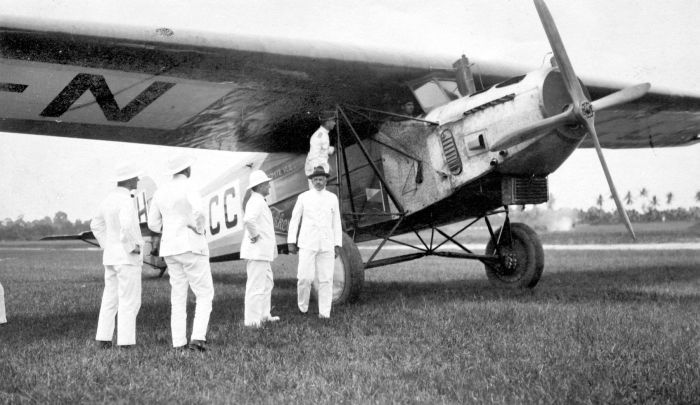
De Fokker VII op vliegveld Medan, nadat het de eerste vlucht naar Nederlands-Indië voltooid had.

Met de F.VII werd in 1924 voor het eerst een vlucht van Nederland naar Nederlands-Indië uitgevoerd. Om die te organiseren werd het "Comité vliegtocht Nederland - Indië" opgericht. Het vliegtuig dat gebruikt werd, de H-NACC, was afkomstig van de KLM. De bemanning bestond uit de vliegers Jan Thomassen à Thuessink van der Hoop (KLM) en Van Weerden Poelman (Luchtvaartafdeeling) en de boordwerktuigkundige Van den Broeke. De vlucht begon op 1 oktober 1924 op Schiphol. Twee dagen later werd de tocht hardhandig onderbroken als gevolg van een motorstoring. Er moest een noodlanding worden uitgevoerd nabij Philippopel (Plovdiv) in Bulgarije. Het vliegtuig liep lichte schade op en kon gerepareerd worden, maar de motor moest worden vervangen. Onder de lezers van het tijdschrift "Het Leven" werd een inzameling gehouden en daarmee kon een nieuwe motor gekocht worden. Op 2 november 1924 kon de tocht worden voortgezet. Op 23 november werd geland in Muntok, en op 24 november werd het einddoel Batavia bereikt. Hier wachtte de bemanning een enthousiaste ontvangst.
De H-NACC is na een aantal lokale vluchten gedemonteerd en met een stoomschip van de Koninklijke Rotterdamsche Lloyd terug naar Nederland gebracht. Op 9 juli 1926 ging de machine bij een ongeval in dichte mist verloren bij Wolvertem (België).

### Luchtvaartpioniers

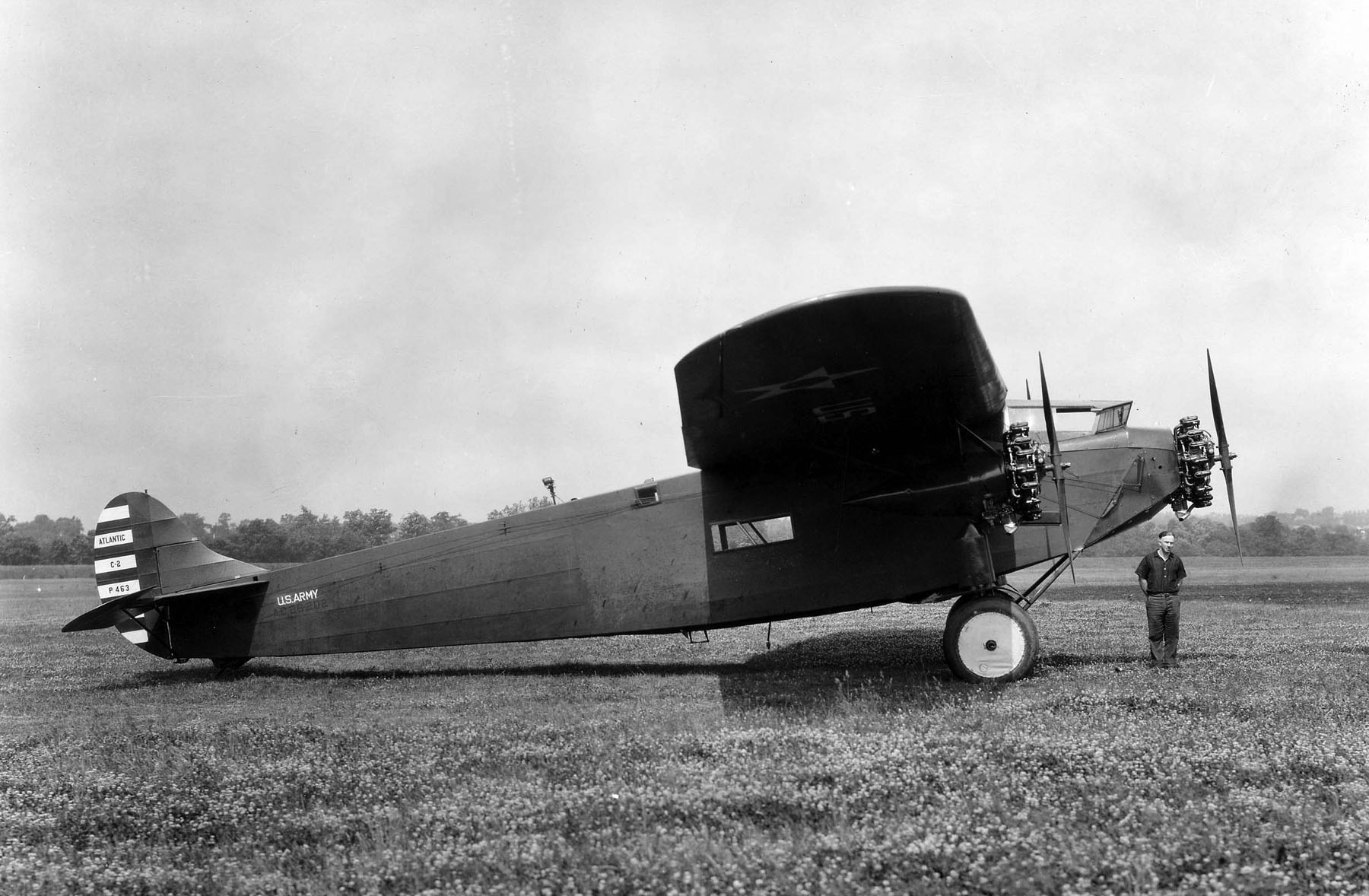
Fokker C-2 (Amerikaanse militaire transportversie van de F.VIIa/3m) Bird of Paradise, die als eerste de oversteek van de Verenigde staten naar Hawaï maakte.

De F.VII is gebruikt door menig luchtvaartpionier:
- Van 1926 tot 1928 maakte de Australische Poolonderzoeker Hubert Wilkens meerdere vluchten naar de Noordpool. Op de Detroit Arctic Expedition maakte hij gebruik van een F.VIIa en een F.VIIb/3m. De ondernemingen met de piloot Carl Ben Eielson verliepen allesbehalve voorspoedig.
- Richard E. Byrd claimde over de Noordpool te hebben gevlogen in de Fokker F.VIIb/3m Josephine Ford op 9 mei 1926, enkele dagen voordat Roald Amundsen dit bewerkstelligde in zijn luchtschip Norge.
- De twee luitenants Lester Maitland en Albert Hegenberger van de U.S. Army Air Corps maakten met de Fokker C-2 Bird Of Paradise in juni 1927 een vlucht van het Amerikaanse vasteland naar Hawaï.
- Richard E. Byrd, Bernt Balchen en twee anderen vlogen in juni 1927 in de Fokker C-2 America over de Atlantische Oceaan naar Frankrijk, waar ze op het strand een noodlanding maakten. Dit was de derde succesvolle zwaarder-dan-lucht oversteek over de Atlantische Oceaan.
- Luitenant-kolonel ‘Dan’ Minchin, kapitein Leslie Hamilton en Prinses Loewenstein-Wertheim probeerden op 31 augustus 1927 in hun F.VIIa St.Raphael als eersten de Atlantische Oceaan over te steken van oost naar west. Hun lot is nog steeds onbekend.
- Charles Kingsford Smith’s F.VIIb/3m Southern Cross was het eerste vliegtuig dat de Grote Oceaan overstak van de Verenigde Staten naar Australië in juni 1928 in drie etappes van Oakland, Californië naar Brisbane. Verder was de Southern Cross de eerste die de Tasmanzee overstak naar Nieuw-Zeeland en terug in september hetzelfde jaar.
- Amelia Earhart werd de eerste vrouw die de Atlantische Oceaan overstak op 17 juni 1928 als een passagier aan boord van de F.VIIb/3m Friendship.
- Een groep van U.S. Army Air Corps piloten onder leiding van majoor Carl Spaatz zette met de C-2 Question Mark boven Los Angeles een record van meer dan 150 uur achtereen doorvliegen van 1 januari tot 7 januari 1929. Het doel van de missie was experimenteren met het bijtanken in de lucht.

## Versies
- F.VII: eenmotorig transportvliegtuig met een watergekoelde V12 motor, een totaal van 5 gebouwd, alle voor de KLM
- F.VIIa: eenmotorig transportvliegtuig, een klein stukje groter dan de originele F.VII met nieuwe vleugels en landingsgestel. Vloog voor het eerst op 12 maart 1925. De eerste F.VIIa had een watergekoelde Packard Liberty motor, met 310 kW (420 pk) vermogen. De andere 39 F.VIIa’s hadden meestal een Bristol Jupiter luchtgekoelde stermotor of een Pratt & Whitney Wasp motor.
- F.VIIa/3m: De F.VIIa/3m was de eerste versie van de F.VII met drie motoren, in plaats van een. De twee extra motoren werden onder de vleugels gehangen. De eerste vlucht vond plaats op 4 september 1925. De twee eerste toestellen van dit type waren identiek aan de F.VII (met uitzondering van het aantal motoren), de toestellen die erna werden geproduceerd hadden een romp van tachtig cm langer en werden aangedreven door Wright J-4 Whirlbird stermotoren. Waarschijnlijk zijn er slecht achttien stuks van dit type gebouwd, waar veel “gewone” F.VIIa’s werden verbouwd tot F.VIIa/3m’s.
- F.VIIb/3m: Hoofdproductie versie met een grotere spanwijdte, 154 stuks gebouwd inclusief de licentiebouw.
- F.9: Amerikaanse passagiersversie van de Fokker F.VIIB-3m, gebouwd door de Atlantic Aircraft Corporation, de Amerikaanse vestiging van Fokker.
- F.10: Amerikaanse passagiersversie gebouwd door de Atlantic Aircraft Corporation, de Amerikaanse vestiging van Fokker. Vergroot zodat deze geschikt was voor twaalf passagiers.
- C-2: Militaire transportversie van de Fokker F.9. Geschikt voor 10 passagiers. Drie stuks gebouwd voor het US Army Air Corps.
- C-7A:Militaire transportversie met grotere vleugels en nieuw ontwerp van het verticale staartvlak.

### Licentieproducties
- Atlantic Aircraft Corporation
- Avia: 18 stuks gebouwd
- Avro: 14 stuks gebouwd als Avro 618 Ten
- KLM: 4 stuks gebouwd door de Technische Dienst
- Plage & Laśkiewicz: 11 passagiersvliegtuigen en 20 bommenwerpers doorontwikkeld door Jerzy Rudlicki
- 3 stuks gebouwd in Italië als IMAM Ro.10
- 1 stuks gebouwd in Spanje

## Gebruikers

### Civiele gebruikers
- België
  - SABENA – 28 F.VII’s
- Denemarken
  - Det Denske Luftfartselskab – 3 F.VIIa’s
- Frankrijk
  - CIDNA – 7 F.VIIa’s
  - STAR – 1 F.VIIa
- Hongarije
  - MALÉRT – 2 F.VIIa’s
- Nederland
  - KLM – 5 F.VII’s en 15 FVIIa’s
- Polen
  - Aero – 6 F.VIIa’s voor een korte periode in 1928, in januari 1929 gingen alle toestellen naar LOT Polish Airlines
  - LOT Polish Airlines – 6 F.VIIa’s en 13 F.VIIb’s tussen 1929 en 1939
- Verenigde Staten
  - American Airways
  - Pan Am – F.VIIb’s
  - TWA
- Zwitserland
  - Swissair – 1 F.VIIa en 8 F.VIIb

### Militaire gebruikers
- Finland – 1 F.VIIa
- Joegoslavië
- Kroatië
- Nederland – 3 F.VIIa bommenwerpers
- Polen – 21 F.VIIb’s (waarvan 20 in licentie gebouwd)
- Spanje – 7 F.VII’s
- Tsjechoslowakije
- Verenigde Staten
  - United States Army
  - United States Navy en United States Marine Corps

## Specificaties (F.VIIb/3m)
- Fabriek: Fokker
- Rol: Passagiersvliegtuig
- Bemanning: 2
- Passagiers: 8
- Lengte: 14,50 m
- Spanwijdte: 21,71 m

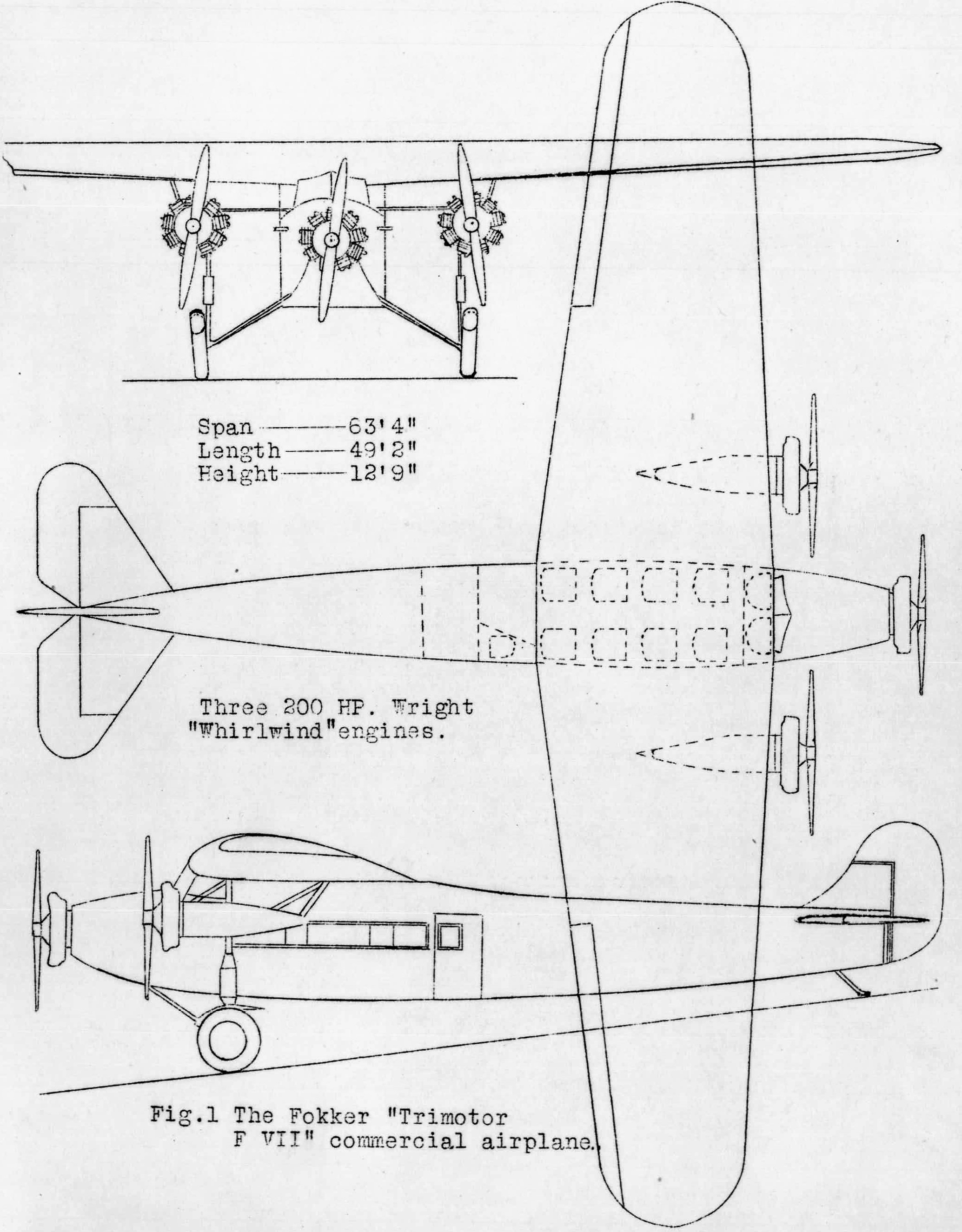
Fokker F.VII getekende aanzichten

- Vleugelprofiel: wortel: Goettingen 386; tip: Goettingen 388
- Vleugeloppervlak: 67,6 m2
- Leeg gewicht: 3100 kg
- Maximum gewicht: 5300 kg
- Motor: 3 × Wright J-6 Whirlwind 9-cilinder luchtgekoelde stermotor, 220 kW (300 pk) elk
- Propeller: tweeblads
- Eerste vlucht: 24 november 1924
- Aantal gebouwd: 200+ (1925-1932)
- Voorganger: Fokker F.V
- Opvolger: Fokker F.X

Prestaties:
- Maximumsnelheid: 210 km/u
- Kruissnelheid: 178 km/u
- Plafond: 4400 m
- Vleugelbelasting: 78 kg/m2
- Vliegbereik: 1200 km
- Benodigde start en landingsbaan: 225 m

### Gerelateerde ontwikkelingen
- Avro 618 Ten
- Fokker F.V
- Fokker F.10

### Vergelijkbare vliegtuigen
- Ford Trimotor